# Lac Tanganyika
Pour les articles homonymes, voir Tanganyika.
 (mars 2017).
Le lac Tanganyika, ou Tanganika, est l'un des Grands Lacs d'Afrique, deuxième lac africain par la surface après le lac Victoria, le troisième au monde par le volume après la mer Caspienne et le lac Baïkal, le deuxième au monde par la profondeur après le lac Baïkal, et le plus long lac d'eau douce du monde (677 km). Il contient 18 % du volume d'eau douce libre de surface du monde. Malgré des caractéristiques oligotrophes, le lac est paradoxalement très productif en poissons (200 000 t/an). Les captures pélagiques concernent principalement deux espèces de sardines : Stolothrissa tanganicae et Limnothrissa miodon, et une espèce de perche : Lates stappersii. L'abondance de ces espèces fluctue en fonction des conditions environnementales liées notamment à l'existence de vagues internes dans le lac,.
Ses eaux rejoignent le bassin du Congo, via la rivière Lukuga, puis l'océan Atlantique. On estime que sa formation remonte à environ 12/13 millions d'années (Miocène).
Le lac est fortement affecté par le changement climatique et les activités humaines, en particulier la déforestation, la surpêche et la recherche d’hydrocarbures.

## Géographie
Le lac Tanganyika couvre une superficie de 32 900 km2 (approximativement la même superficie que la Belgique) et s'étire sur 677 km le long de la frontière de la Tanzanie (à l’est) et de la république démocratique du Congo (à l'ouest) ; son extrémité nord sépare ces deux pays du Burundi, son extrémité sud les sépare de la Zambie. On retrouve à l'ouest (du côté congolais), les monts Mitumba.
Le bassin drainant du lac Tanganyika couvre une superficie de 250 000 km2. Les principales rivières qui l'alimentent sont la Malagarazi, la Rusizi, la Ifume, la Lufubu et la Lunangwa qui y déversent 24 km3 d’eau par an ; les pluies, quant à elles, en apportent 41 km3 par année. La Malagarazi est plus ancienne que le lac lui-même et se trouvait auparavant dans le prolongement du Congo.
Sa température de surface est de 25 °C en moyenne pour un pH variant de 7,6 dans les baies marécageuses à 9,5 en pleine eau. La profondeur ainsi que la localisation tropicale du lac empêchent le renouvellement total des masses d'eau et la plus grande partie des eaux profondes sont des eaux fossiles et anoxiques. La totalité du volume du lac est renouvelé en 485 années.

## Historique
Le lac Tanganyika est situé sur la branche occidentale de la vallée du Grand Rift et s'est formé lentement au cours des 15 derniers millions d'années (MA) au fur et à mesure que le terrain s'affaissait et que la faille s'élargissait. Des lacs séparés se sont tout d'abord formés dans trois bassins, au centre il y a 9 à 12 MA, au nord il y a 7 à 8 MA et au sud il y a 2 à 4 MA. Pendant une grande partie de son existence, le lac n'avait aucun émissaire et était donc endoréique. Cela est dû à la forte évaporation (1 500 à 1 700 mm/an) à la surface du lac en raison de sa position proche de l'équateur. Pendant une longue période, la ligne de côte était située 300 m plus bas que maintenant.

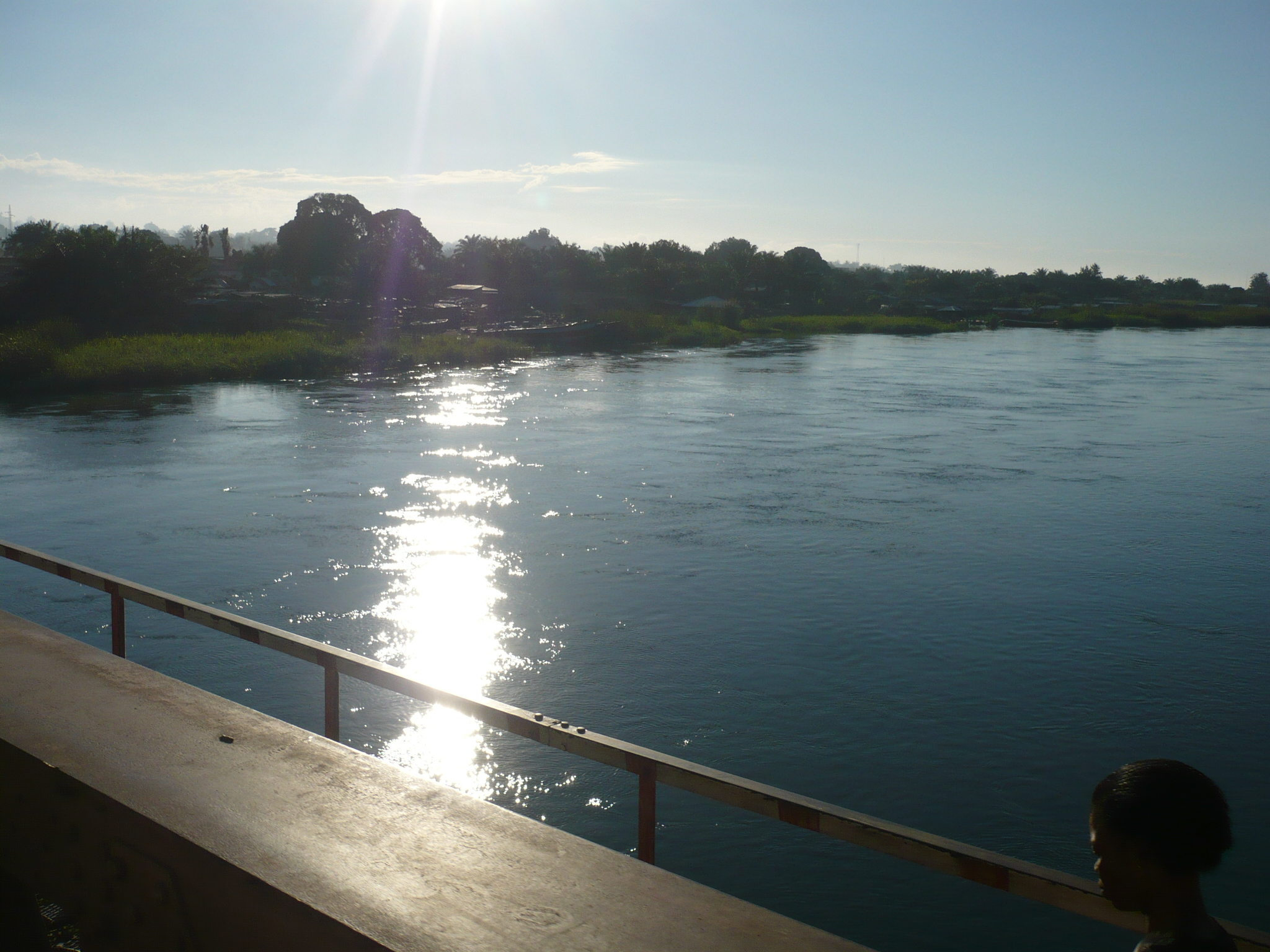
La sortie de la Lukuga à Kalemie.

Des changements importants se sont produits il y a environ 12 000 ans. D'une part, à cette époque, la Terre est sortie de la dernière période glaciaire et le climat de la région est devenu plus chaud et plus humide, comme le montrent des études palynologiques qui mettent en évidence le remplacement d'une flore montagnarde par des forêts claires (miombo). D'autre part, la formation de la chaîne volcanique des Virunga au nord du lac Kivu a redirigé des rivières vers le sud. Combinée à une pluviosité plus abondante, les eaux du lac Kivu s'écoulent depuis lors le long de la Rusizi jusqu'au lac Tanganyika dont le niveau a alors augmenté.
Au milieu du XIXe siècle, le lac n'avait pas d'émissaire, mais son niveau s'élevait régulièrement. En 1878, après avoir largement dépassé la côte de 782 mètres, il franchit un point haut proche de Kalemie et commence alors à s'écouler à travers la vallée de la Lukuga, ce qui lui permet désormais de s'écouler vers le bassin hydrographique du Congo. Dans les années qui suivent, la plus grande force de l'écoulement a érodé ce seuil bloqué par le sable et la vase jusqu'à une barre rocheuse située à 773 m d'altitude qui fixe depuis lors le niveau minimum du lac. Celui-ci oscille de 70 à 80 cm par an avec un maximum en mai à la fin de la saison des pluies et un minimum en octobre à la fin de la saison sèche. Le record pour la hauteur maximale date de 1964 avec 776,82 m après une succession d'années pluvieuses. Au XXIe siècle, la Lukuga est responsable de l'évacuation de 6 à 18 % des eaux sortant du lac avec un débit moyen de 86 à 380 m3/s (record de 1 377 m3/s en mai 1970), les 82 à 94 % restants disparaissant encore par évaporation.
Au début des années 2020, les eaux du lac montent et menacent de nombreuses villes situées à proximité.

## Géologie

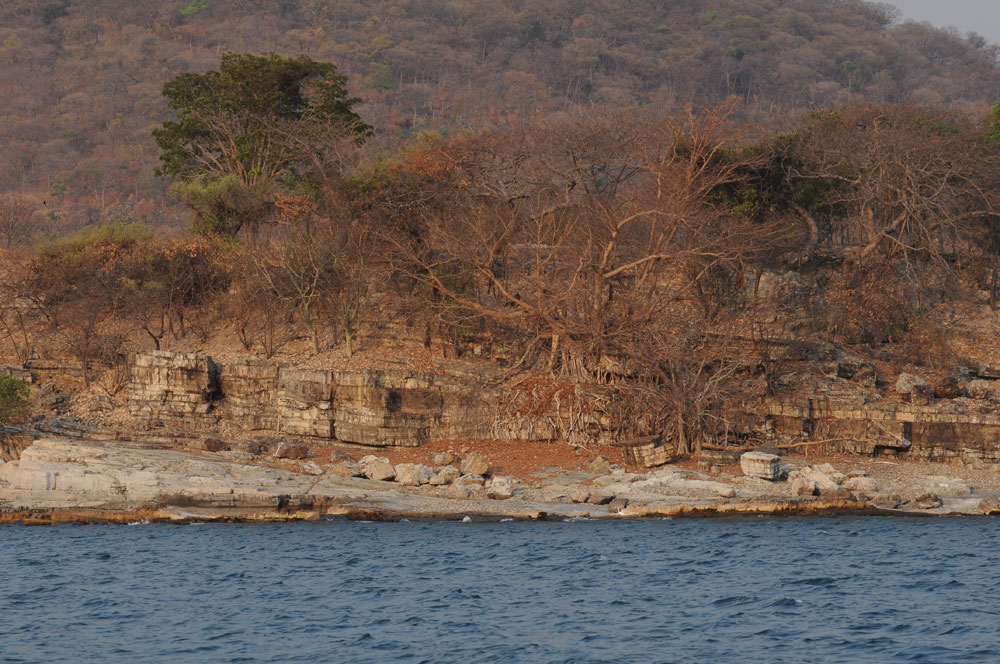
Strates à Samazi.

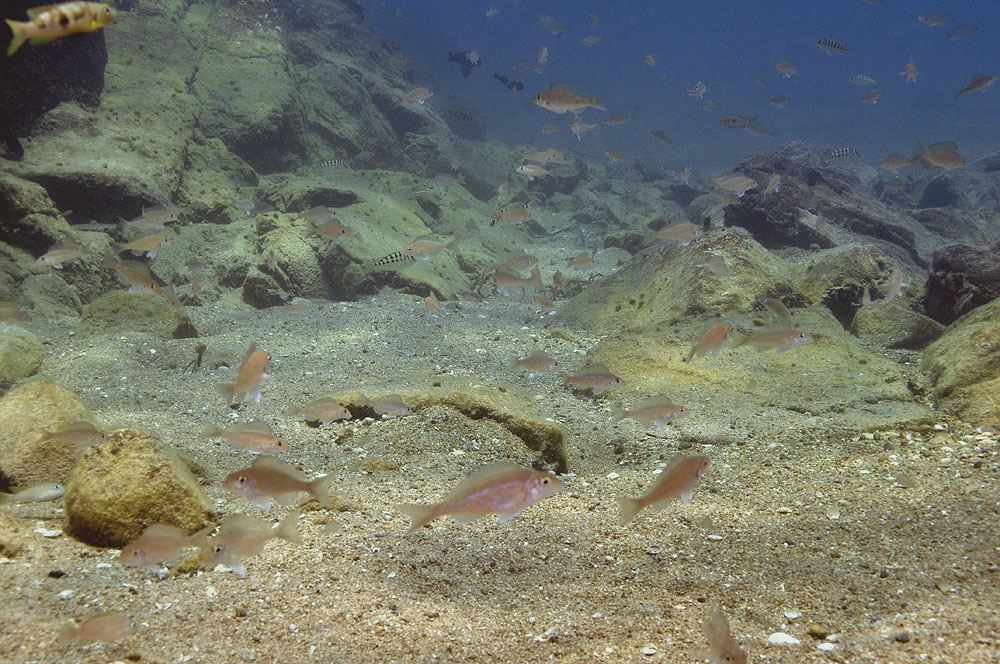
Biotope intermédiaire (île de Nkondwe).

Le lac Tanganyika est situé dans le rift Est-Africain.
6 000 m de sédiments lacustres sont accumulés au fond du lac.
La composition du rivage se répartit ainsi :
- sable : 31 % ;
- roches : 43 % ;
- intermédiaire (roches et sables) : 21 % ;
- marais : 5 %.

## Tectonique - géothermie
La situation du lac en fait un lieu d'activité tectonique remarquable, par la profondeur totale de la faille à cet endroit, qui s'élève à environ 7 000 m du niveau de l'eau au fond sédimentaire. La sédimentation sur des millions d'années a comblé un volume énorme, des recherches pétrolières ont permis d'y découvrir un gisement exploité par le Congo.
La géothermie est visible dans la partie nord sur la rive congolaise, sur la péninsule de l'Ubwari (cap Banza), Alamba, dans la ville de Baraka ainsi que dans la région de Kalundu/Pemba (république démocratique du Congo).
Des évents libérant de l'eau chargée de minéraux et atteignant une température de 180 °C y ont été découverts, à des profondeurs variant de 5 à 40 m. L'activité laisse aussi filtrer des gaz dans certaines portions de côtes rocheuses à Pemba, sous forme de chapelets de bulles plus ou moins fines et régulières.
Le 5 décembre 2005 un violent séisme, d'une magnitude de 7,5 sur l'échelle ouverte de Richter, a provoqué des dégâts et fait quelques victimes au Congo. Son foyer se situait sous le lac à une profondeur de 10 km.

## Protection

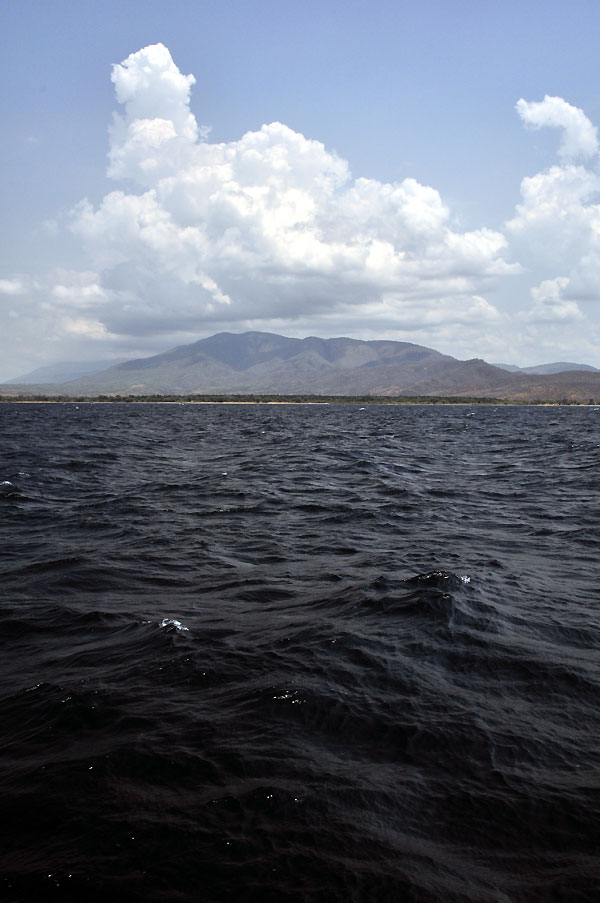
Cumulus sur les monts Mahale (Kungwe) en Tanzanie.

Les pays riverains du lac se sont engagés dans la mise en œuvre d’une Analyse Diagnostique Transfrontalière (ADT) et dans la rédaction de la Convention sur la Gestion Durable du Lac Tanganyika, qui a été signée en date du 12 juin 2003 et ratifiée en septembre 2005. Cette convention fournit un cadre formel pour l’établissement de l’Autorité du Lac Tanganyika (ALT), dont la fonction consiste à coordonner la mise en œuvre de la Convention. Sa mission principale est d’assurer la protection et la conservation de la diversité biologique et l’utilisation durable des ressources naturelles du lac Tanganyika et son bassin sur base d’une gestion intégrée et la coopération entre les états contractants.
Plusieurs parcs nationaux (National park) se trouvent sur les côtes du lac Tanganyika.
En Tanzanie se trouve le parc national de Gombe Stream. Ce parc a été initié en 1960 par Jane Goodall et est devenu parc national en 1968.
Le plus grand parc est celui des monts Mahale (monts Kungwe) qui culminent à 2 462 mètres, toujours sur les côtes de Tanzanie.
En Zambie, le parc national de Nsumbu (Sumbu) couvre 2 000 km2, englobant les baies de Kasaba, Kala, Nkamba et Sumbu.
Le lac est désigné site Ramsar depuis le 2 février 2007.

## Biodiversité

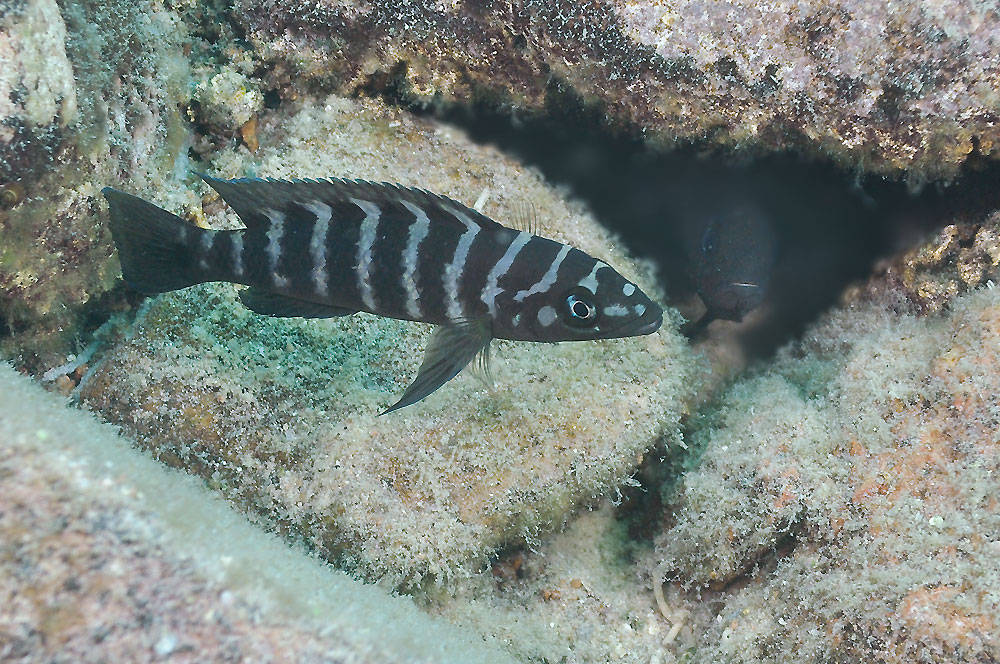
Un spécimen de Neolamprologus cylindricus, l'une des nombreuses espèces de cichlidés du lac.

Le lac Tanganyika est très réputé pour le nombre important d'espèces endémiques. On y dénombre pas moins de 250 espèces de poissons cichlidés (Neolamprologus, Paleolamprologus, Altolamprologus, Xenotilapia, Julidochromis, Telmatochromis, Tropheus, Petrochromis et plus de vingt autres genres) et 150 espèces de non-cichlidés (Stolothrissa, Limnothrissa, Lamprichthys), dont la plupart vivent le long de la côte jusqu'à environ 180 mètres de profondeur. La plus grande part de la biomasse se situe dans la zone pélagique et est dominée par six espèces : deux espèces de sardines du Tanganyika et quatre espèces de Lates. La quasi-totalité des espèces de cichlidés est endémique ; plusieurs sont appréciées comme poissons d'aquarium.
Le cobra d'eau (Boulengerina annulata stormsi (Naja annulata), espèce endémique) est un reptile adapté à la vie sub-aquatique, comme les serpents marins des récifs coralliens. La partie terminale du corps est comprimée latéralement afin de faciliter la nage. Jeune, il se nourrit volontiers de Neolamprologus vivant dans les coquilles de Neothauma tanganicense (escargots endémiques du lac Tanganyika) ; adulte, il n'hésite pas à s'attaquer à des proies beaucoup plus imposantes.
Espèces vivant autour du lac :
- crocodiles : Crocodylus niloticus et Crocodylus cataphractus
- hippopotames
- divers oiseaux pêcheurs : hérons, aigles, pygargues, anhingas, martins-pêcheurs, etc.

## Hydrologie

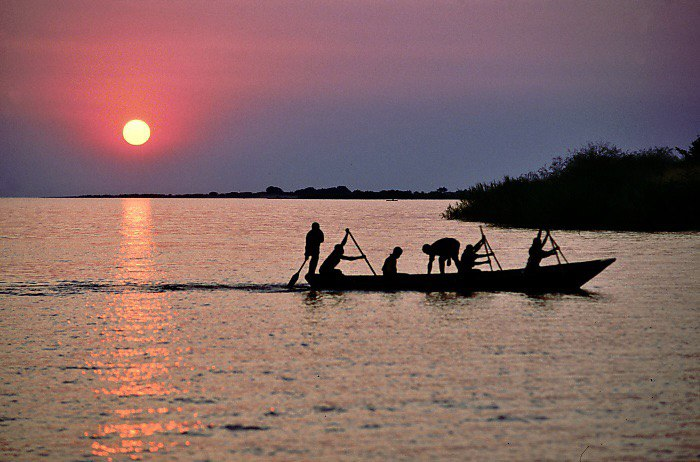
Quelques pêcheurs sur le lac Tanganyika.

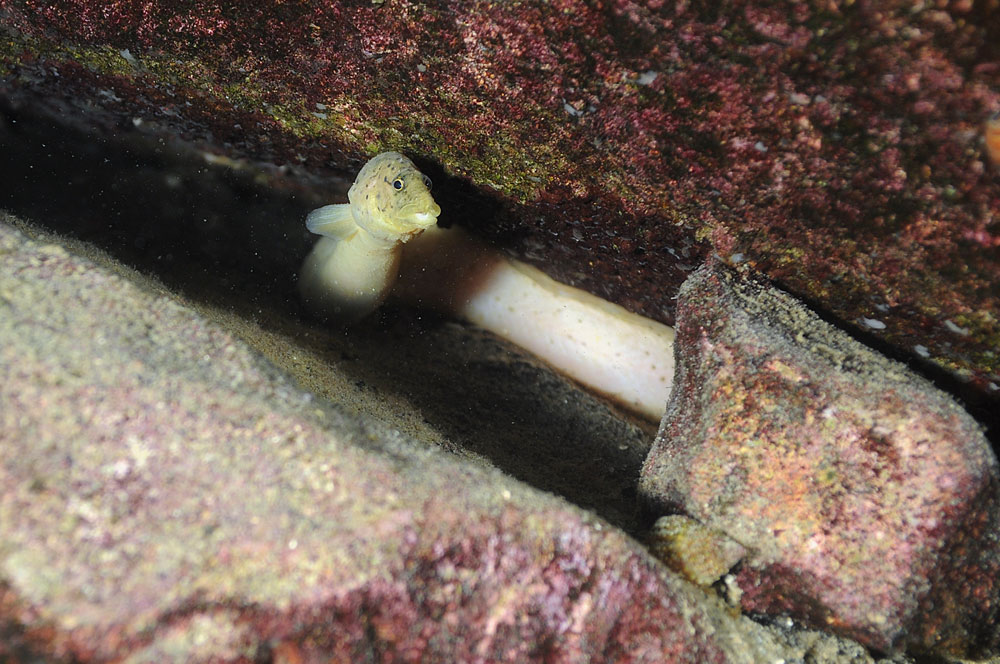
Mastacembelus flavidus, endémique.

Le lac est connu pour la limpidité exceptionnelle de ses eaux, celle-ci permettant une visibilité atteignant les 25 mètres.
L'eau du lac Tanganyika est d'une extrême richesse minérale, et ses paramètres sont très particuliers.
Sa conductivité est d'environ 609–620 µS, son pH est de 9,5 à la surface et de 8,6 à −1 300 mètres ; le TAC est de 12–19, valeur faible au regard des proportions de sels :
Principaux sels d'après le Dr Kufferath, membre de la mission hydrobiologique Belge de 1946-47
(valeurs en milligrammes par litre) :
- Carbonate de sodium: Na2CO3 = 125 (anhydre)
- Chlorure de potassium: KCl = 59
- Nitrate de potassium KNO3 = 0,5
- Carbonate de lithium Li2CO3 = 4
- Carbonate de calcium CaCO3 = 30
- Carbonate de magnesium MgCO3 = 144
- Sulfate d'aluminium Al2(SO4)318H2O = 5
- Sulfate de potassium K2SO4 = 4
- Sulfate de sodium Na2SO4 = 1
- Chlorure ferrique FeCl36H2O = 0,5
- Phosphate de sodium Na3PO4H2O = 0,4
- Silicate de sodium Na2SiO3 = 13,5

Au-delà des deux cents mètres de profondeur, la vie d'êtres supérieurs est impossible ; l'absence d'oxygène, remplacé par du sulfure d'hydrogène, ne permet le maintien que de bactéries anaérobies (sulfato-réductrices). Les vents dominants durant l'été austral (venant du sud-est) provoquent des remontées de cette zone anoxique. Les poissons vivant dans ces secteurs n'ont d'autre choix que de fuir ou mourir.

### Exploration hydrobiologique

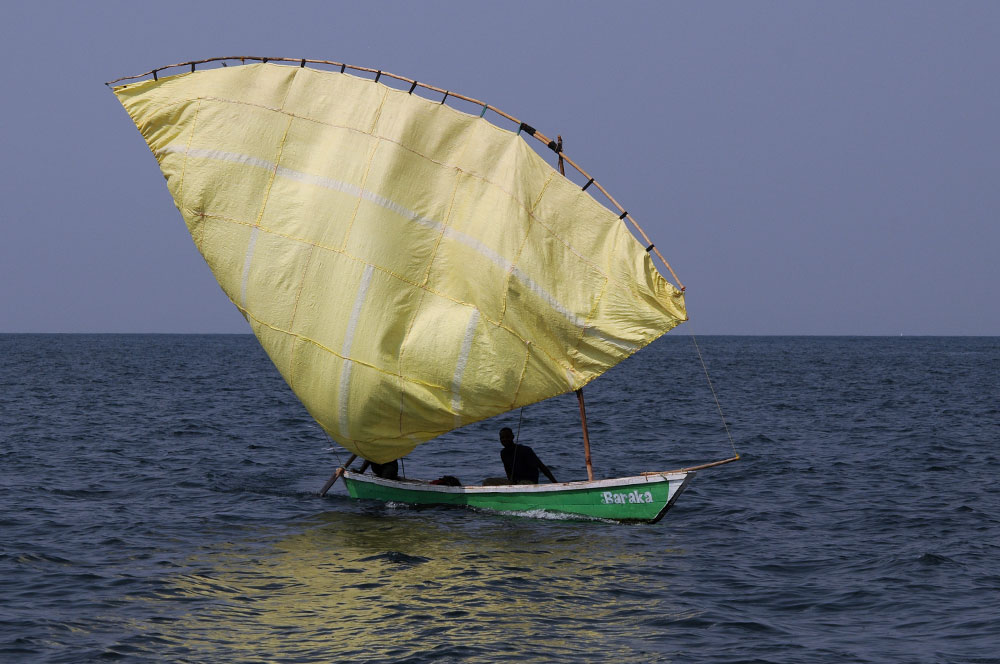
Pêcheurs.

En 1946 et 1947, le Dr Max Poll organise une expédition sur le lac. Son but est de collecter un maximum de données diverses. Un bateau (le Baron Dhanis) est spécialement affrété à cette fin. Des sondages et relevés bathymétriques des fonds sont effectués. Des pêches au chalut, à la senne, au filet maillant, à la ligne sont organisées de jour comme de nuit pour collecter les poissons. Les fluctuations du niveau de l'eau, les variations de température, la chimie du lac (variation de minéralité, de pH, de conductivité), le plancton (phyto et zoo), les macrophytes, les invertébrés, les insectes aquatiques, les batraciens et reptiles: une somme énorme de données est répertoriée. Des spécimens sont classés et décrits s'il y a lieu.
Une grande partie des connaissances actuelles sur le lac Tanganyika nous vient de ce travail titanesque. Après triage sur place, la collection des cichlidae, conservés en vue d'une étude systématique en Belgique (Musée royal de l'Afrique centrale à Tervuren), comprenait environ 27 000 spécimens.
Quatre volumes et neuf fascicules sont parus à la suite de cette expédition, dont les auteurs sont :
- Eugène Leloup : Invertébrés, Lamellibranches, Gastéropodes, Méduses.
- André Capart : Sondages et carte bathymétrique, Le milieu géographique et géophysique, les crustacés, décapodes, brachyura.
- J. Kufferath : Le milieu biochimique.
- L. Van Meel : Le milieu végétal, le Phytoplancton.
- S. Prudhoue : Trematoda, Gestoda et Acanthocephala.
- P. Basilewski : Coleoptera, Carabidae.
- A. W. Lacourt : Bryozoaires.
- K. Lindberg : Cyclipodes (crustacés, copépodes).
- G. F. de Witte : Amphibiens et reptiles.
- V. Lallemand : Hemiptera, Homoptera.
- H. Synave : Hemyptera, Homoptera.
- A. Janssens : Coleoptera, Lamellicorna.
- R. D. Wood : Characeae.
- C. Vanden Berghen : Hepaticae.
- F. Demaret : Pteridophyta.
- A. Lawalree : Compositae, Leeaceae, Lemnaceae et Vitaceae.

## Exploration
Le nom du lac, Étanga 'ya ni'a en ebembe (ou kibembe) de l’ethnie Bembe du Congo-Kinshasa, signifie « lieu de mélange ». Richard Francis Burton et John Hanning Speke furent les premiers Européens à l'apercevoir en 1858 et Burton décida, en tant que dirigeant de l'expédition, de conserver son nom d'origine, contrairement à l'usage en vigueur à l'époque.
C'est sur les rives du lac Tanganyika, à Ujiji, qu'intervint le 10 novembre 1871 la rencontre historique entre David Livingstone et Henry Morton Stanley, à l'occasion de laquelle ce dernier adressa la fameuse réplique « Docteur Livingstone, je présume ? ».
Lors de son deuxième voyage dans la région, du 11 juin 1876 au 31 juillet 1876 Henry Morton Stanley explora le lac Tanganyika sur le bateau Lady Alice à partir de la ville d'Ujiji avec treize de ses meilleurs hommes. Il parcourut le lac du sud au nord. Cela lui permit de constater d'abord que le lac pouvait être soustrait de la carte du Nil et n'en constituait pas une des sources. En effet à l'extrémité nord une rivière s'écoule (Rusizi) dans les eaux du lac en provenance du lac Kivu dont elle est un déversoir. Sa deuxième observation était que à l'ouest la rivière Lukuga était obstruée par de la végétation, mais que, si les crues du fleuve le permettaient, une brèche s'ouvrirait par la pression et que les eaux du lac s'écouleraient vers l'ouest, vers le bassin du fleuve Congo. Joseph Thomson observa trois ans plus tard, que Stanley avait vu juste, le barrage s'étant dégagé. Ces observations de Stanley complétaient celles réalisées par Richard Francis Burton quelques années plus tôt.

## Principales villes et cités au bord du lac Tanganyika

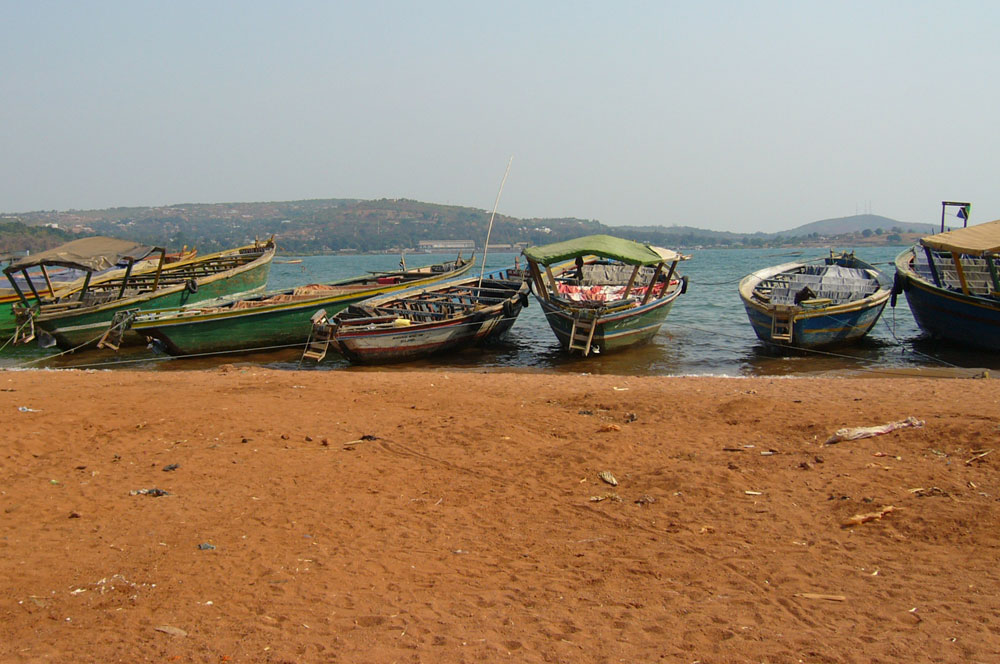
Bateaux amarrés sur port de Kigoma.

- Baraka au Congo-Kinshasa (république démocratique du Congo)
- Bujumbura, ancienne capitale et principale ville du Burundi
- Kalemie en Congo-Kinshasa
- Kigoma en Tanzanie
- Mpulungu en Zambie
- Rumonge au Burundi
- Uvira au Congo-Kinshasa
- Nyanza Lac au Burundi
- Minago au Burundi
- Kabezi au Burundi

## Galerie

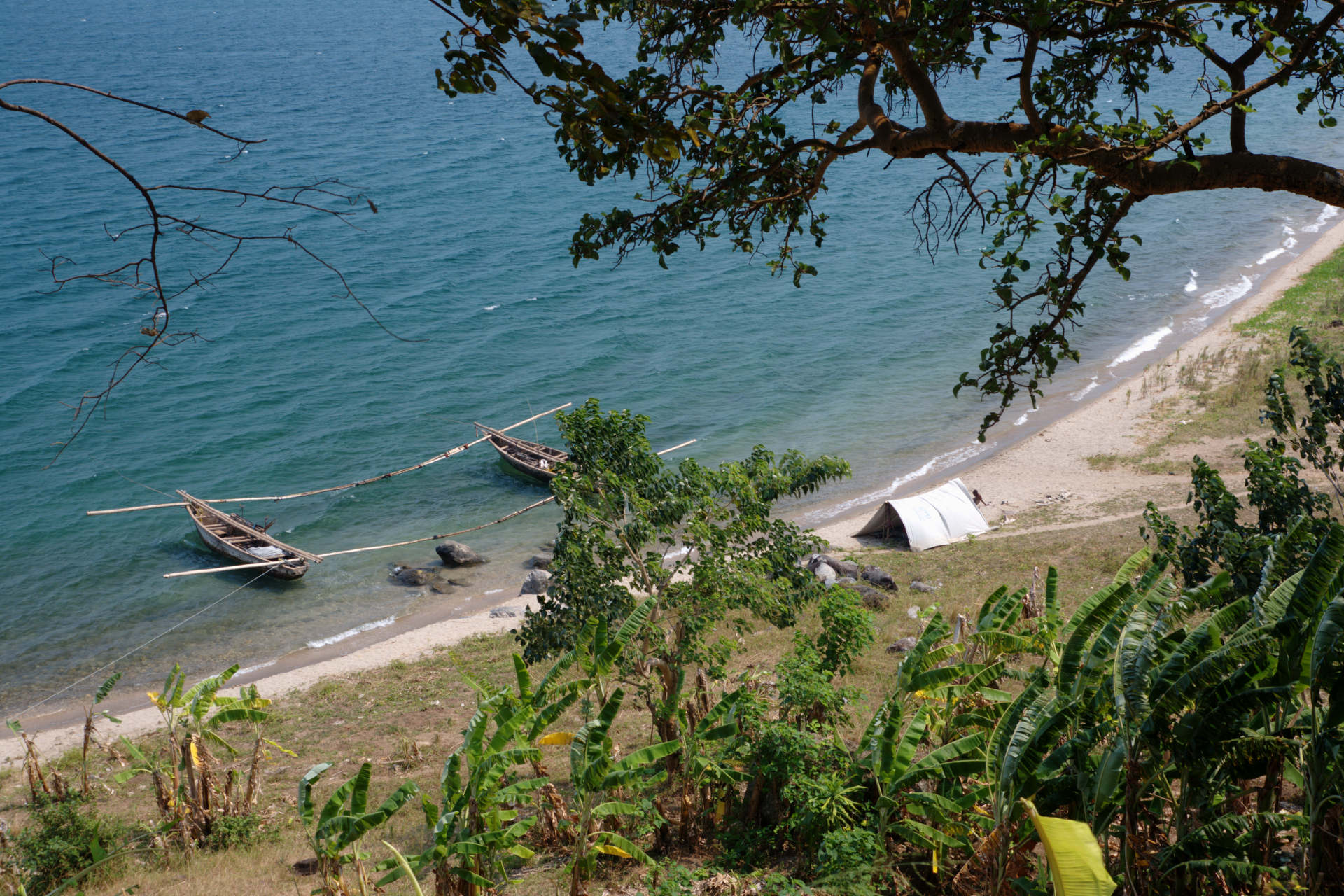
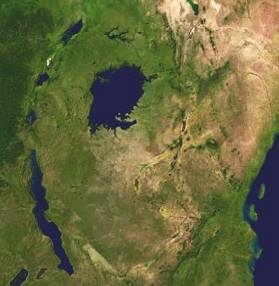
Grands lacs d'Afrique.
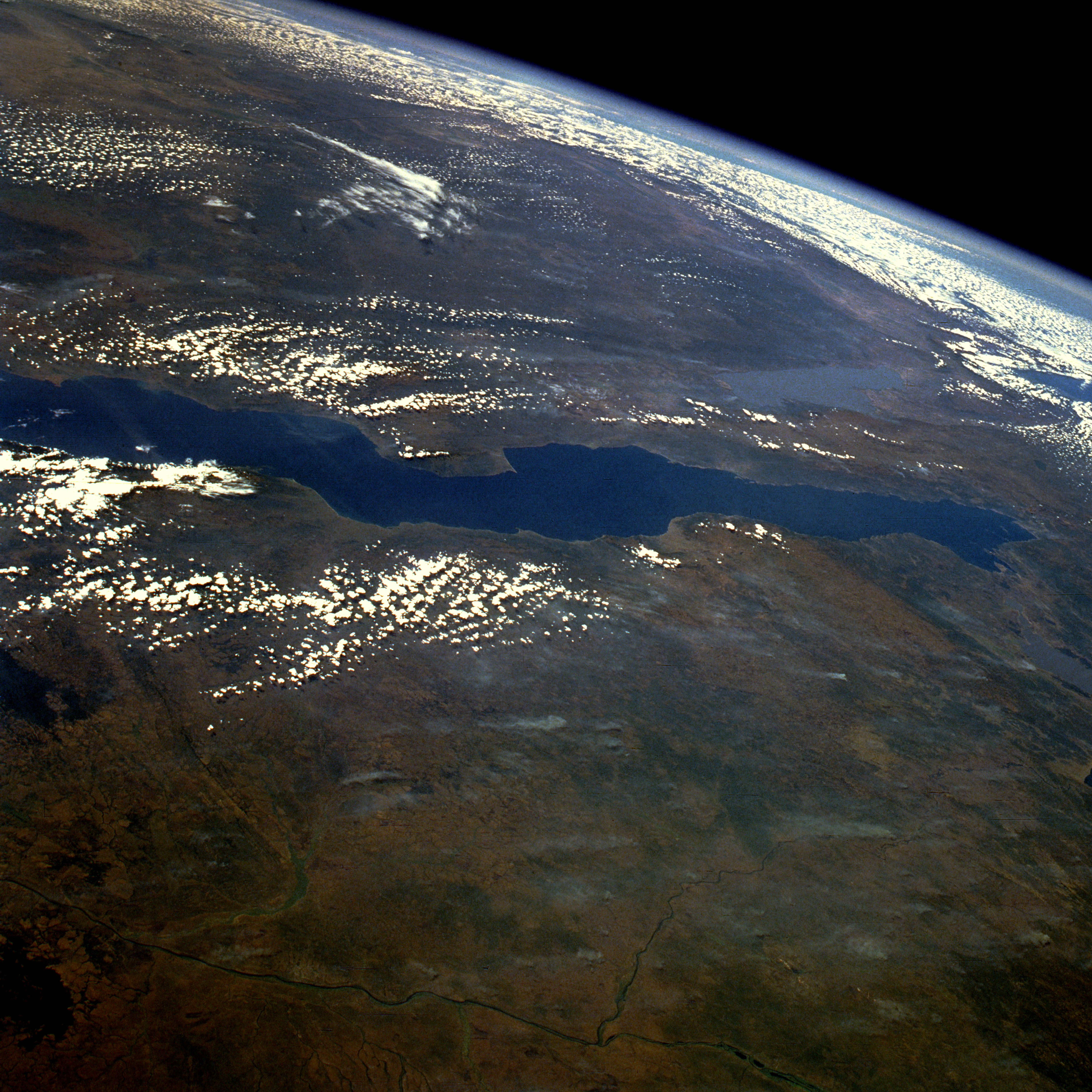
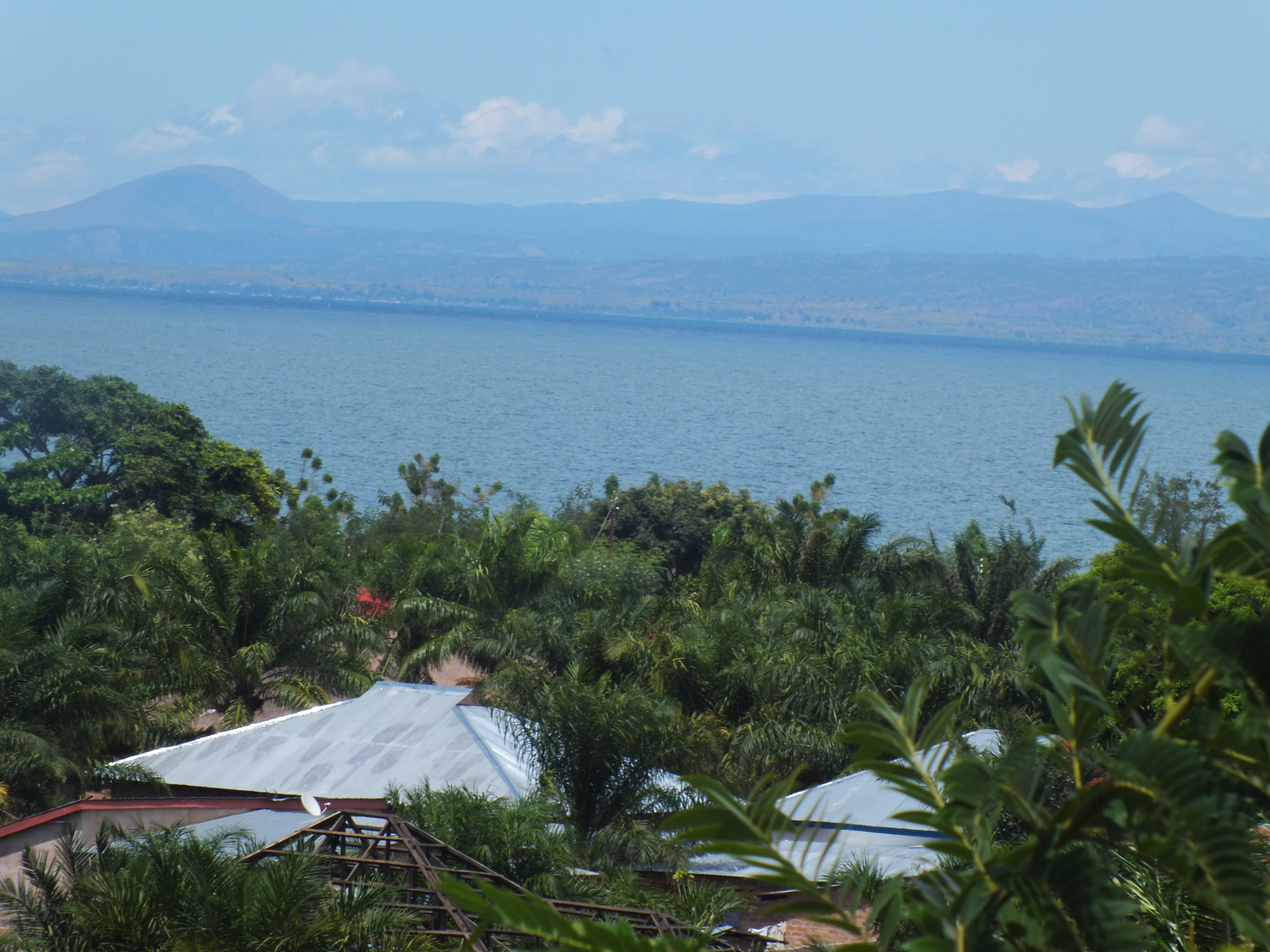
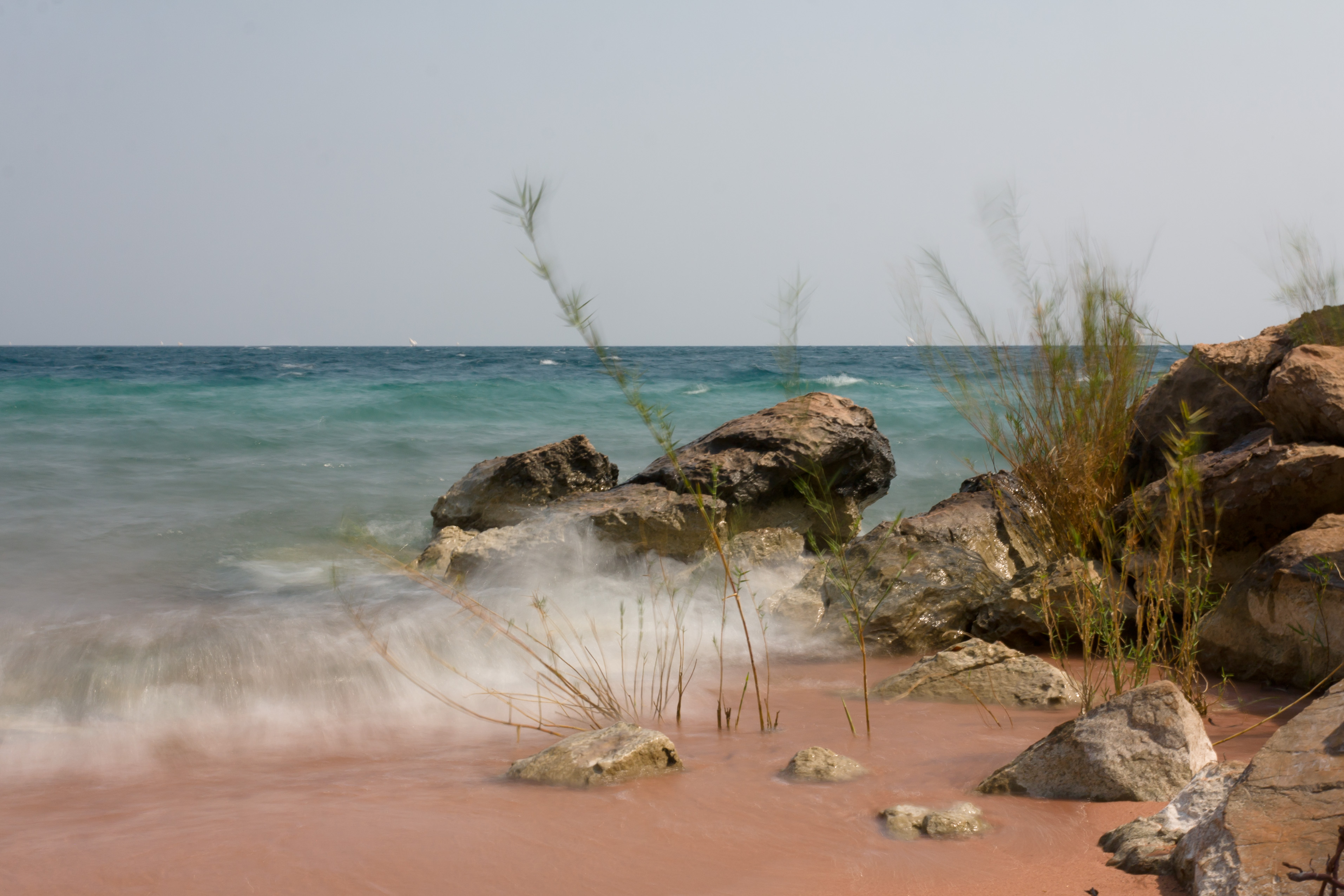
Rive du lac à Kigoma.
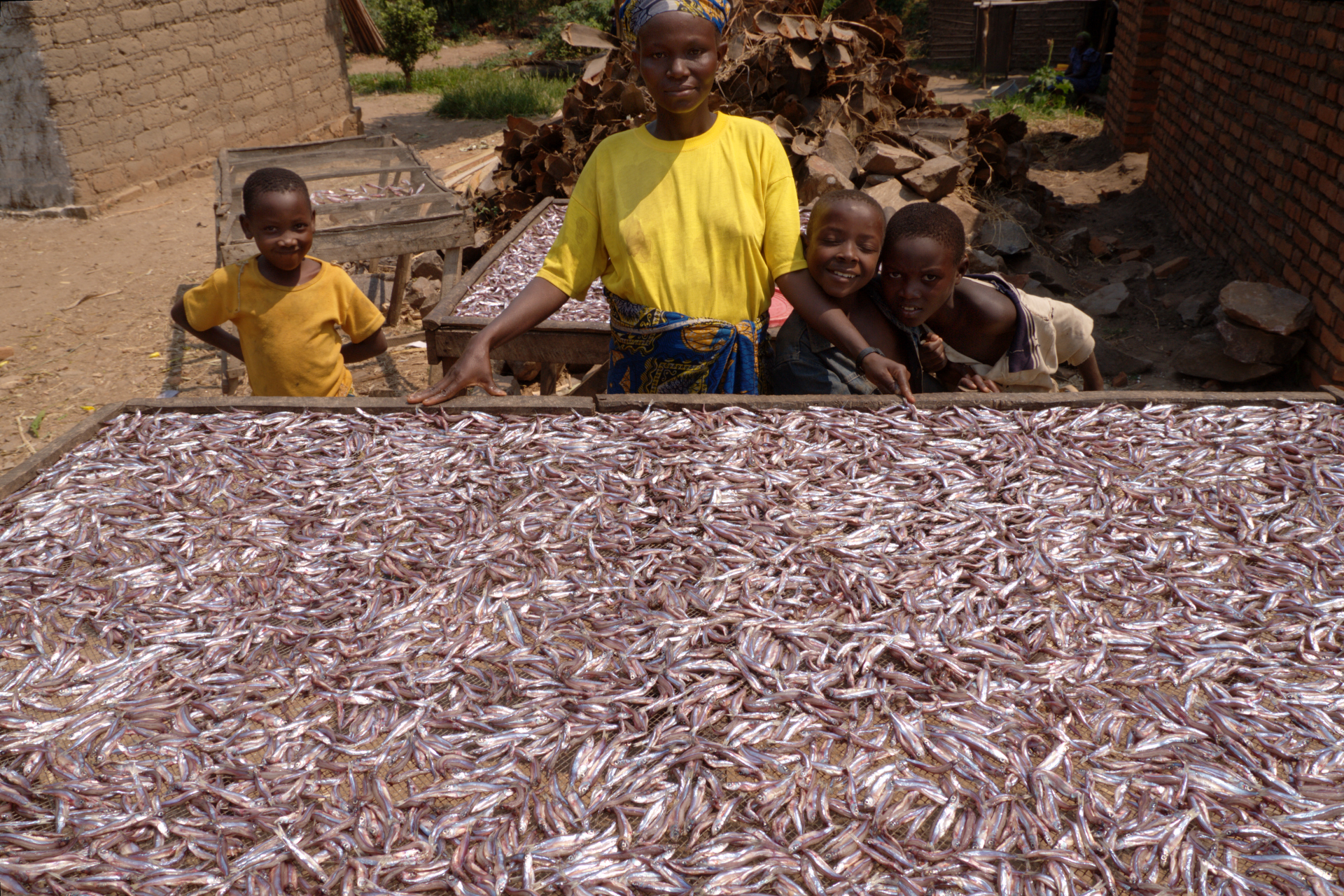
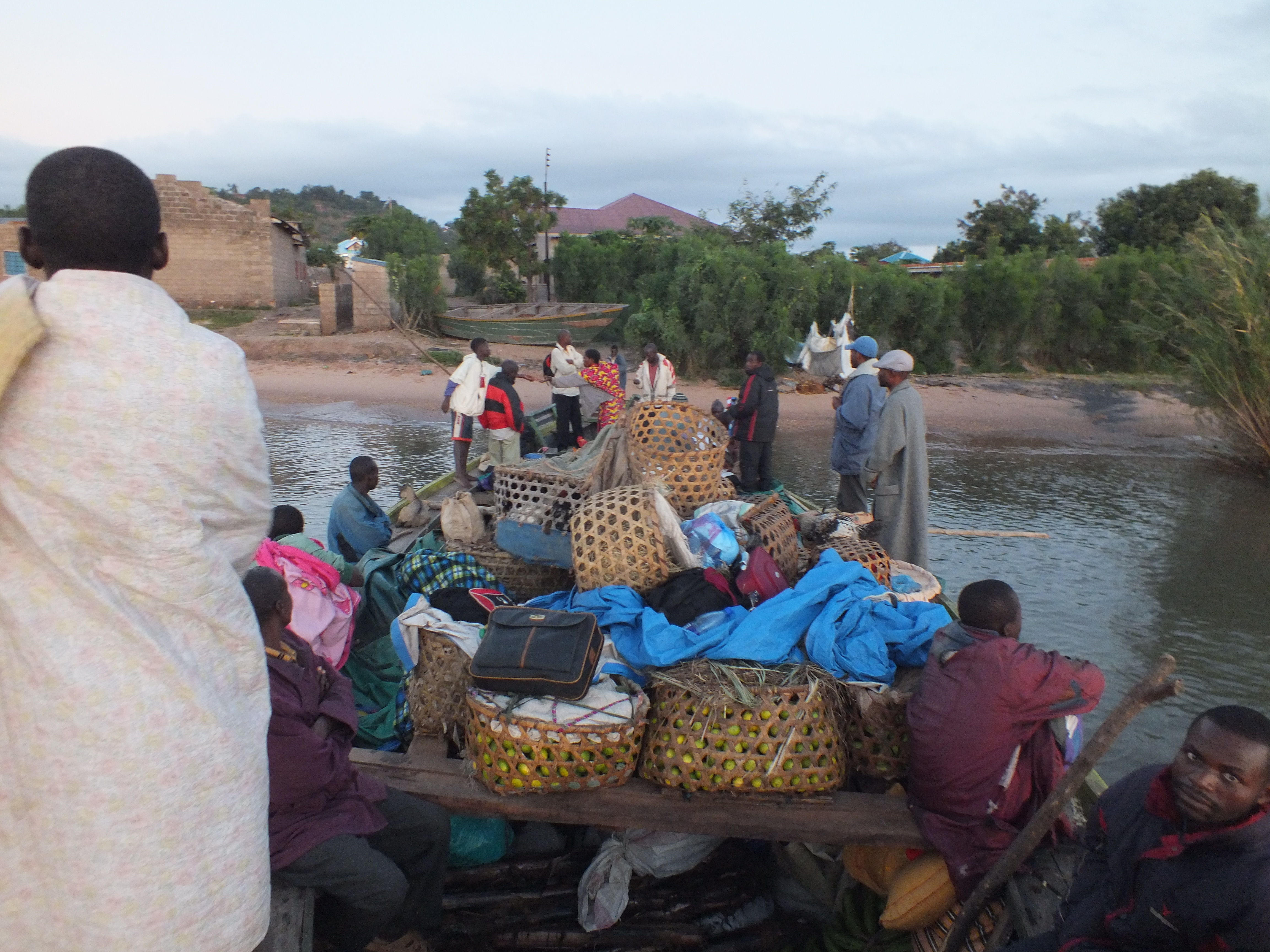
Kalemie.
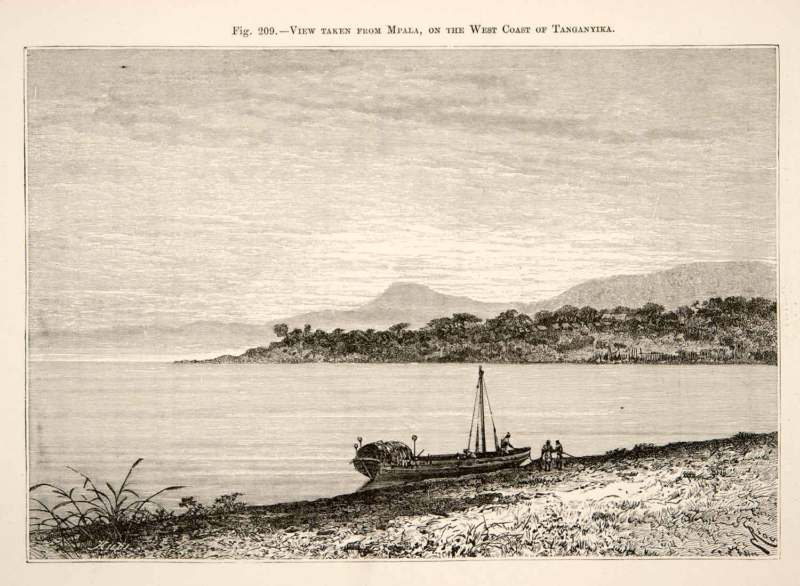
Mpala 1892.
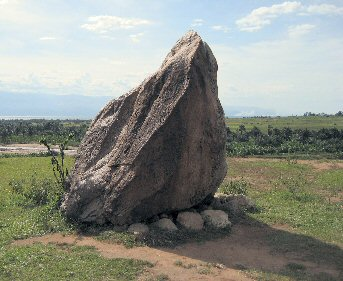
Pierre de Livingstone et Stanley sur la rive du lac.
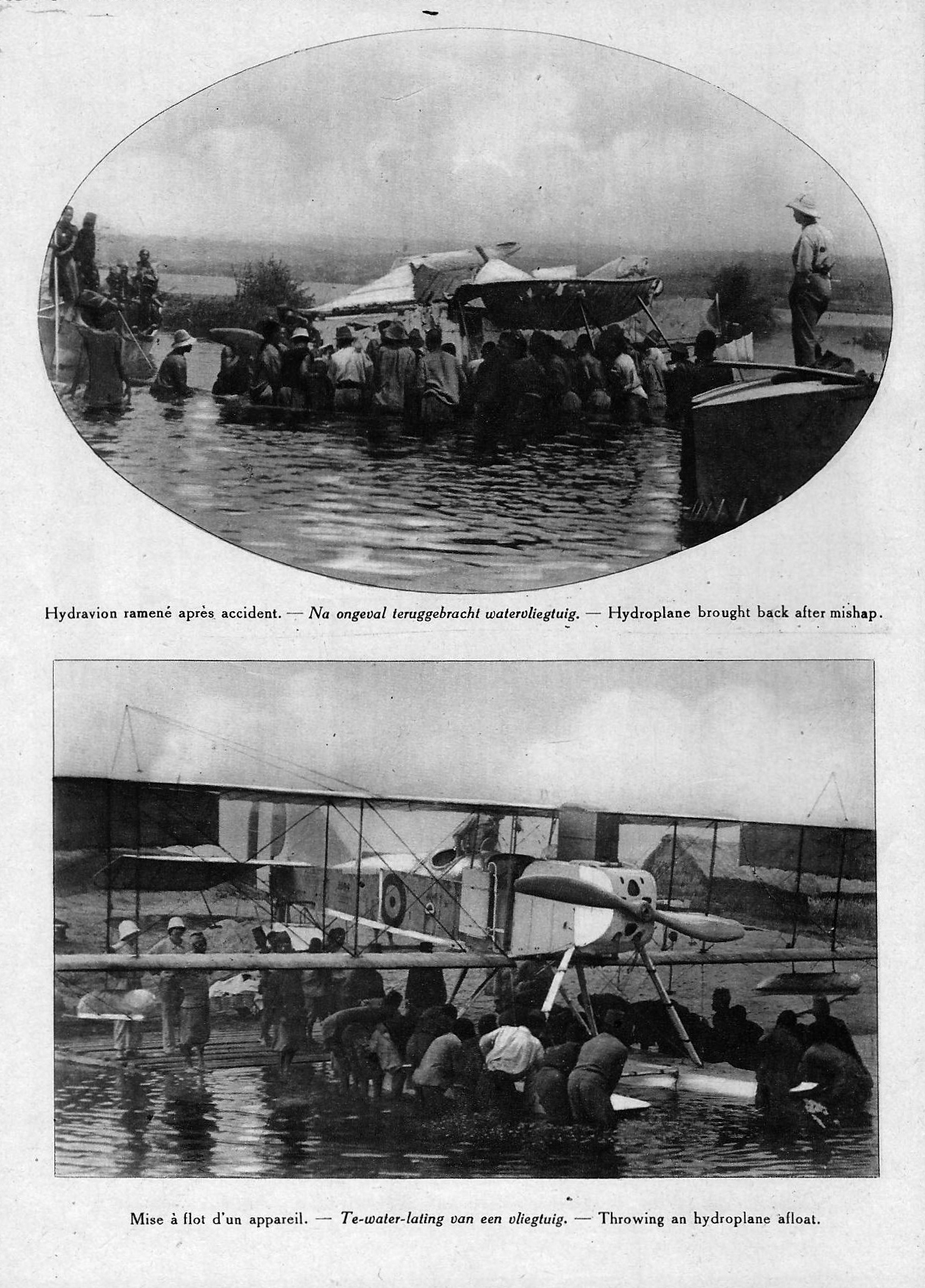
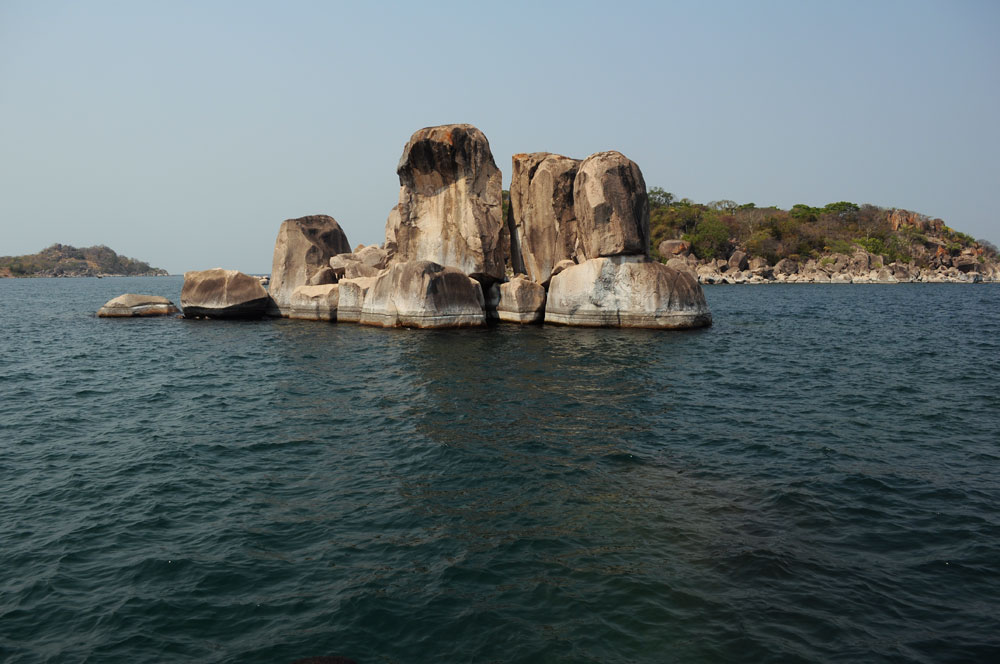
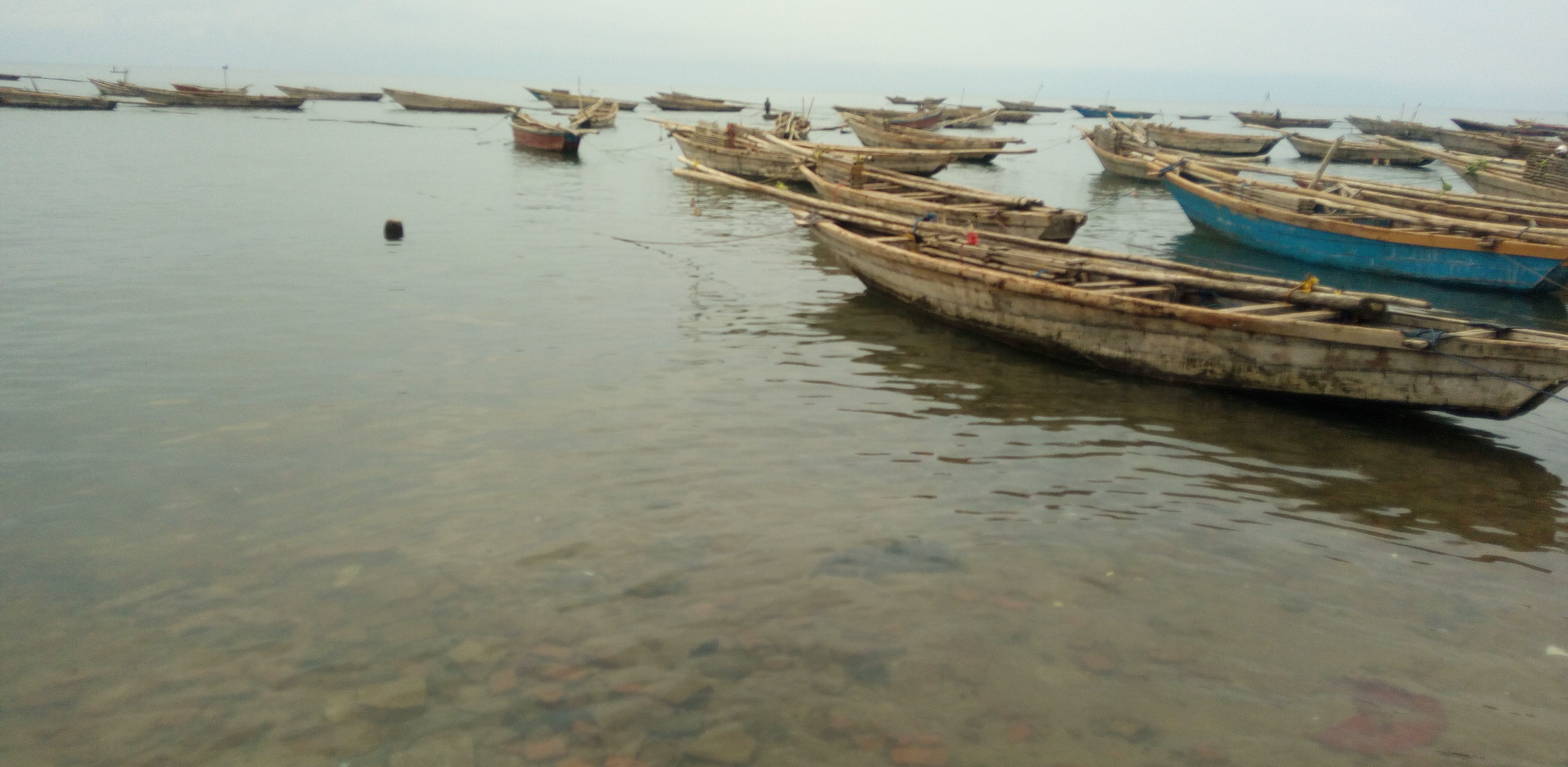
Barques sur le lac.